# Stafilo
Stafilo (in greco antico: Στάφυλος?, Stáphylos) è un personaggio della mitologia greca. Fu uno degli Argonauti.

## Genealogia
Figlio di Dioniso e Arianna, sposò Crisotemi che gli diede le figlie Parteno, Reo ed Emitea (conosciuta anche come Molpadia). Secondo una versione, Parteno era invece figlia del dio Apollo.

## Mitologia
Fu un Argonauta assieme al fratello Fano, la cui esistenza viene citata solo da Apollodoro nella lista degli Argonauti.
Stafilo fu un generale dell'esercito di Radamanto ed ebbe in dono l'isola di Scopelo dove fondò la città di Pepareto, poi visse a Nasso dove si sposò.
Quando seppe che la figlia Reo aveva amato Apollo ed era rimasta incinta, lui, infuriato la rinchiuse in uno scrigno e la gettò alla furia del mare, questa però si salvò e diede alla luce Anio.
Secondo Partenio, Stafilo visse a Bubasto ed un giorno ricevette Lirco (figlio di Foroneo) la cui moglie non poteva avere figli. Lirco, in precedenza aveva saputo da un oracolo di Apollo che avrebbe impregnato la prima donna con cui sarebbe giaciuto. 

Stafilo, ignaro della cosa, gli fece bere dei vini e gli permise di adagiarsi con una figlia (Emiteia) che rimase incinta di Basileo.
Stafilo s'imbarcò sull'Argo quando Giasone mandò gli araldi in cerca di avventurieri ed un giorno che con gli Argonauti chiese aiuto al re di Delo, non si accorse che il re che aveva di fronte era suo nipote Anio.

### Fonti
- Ditti Cretese, Libro I
- Omero, Iliade
- Pausania, Libro II